# Chemische energie
Chemische energie is een term die gebruikt wordt om de energie-uitwisseling tijdens een chemische reactie aan te duiden. Bij een reactie worden nieuwe bindingen gevormd, wat energie vrijstelt, en andere bindingen verbroken, wat energie kost. Is aan het eind van de reactie meer energie vrijgekomen dan verbruikt, dan is er dus chemische energie vrijgesteld aan de omgeving. Veelal is dat als warmte, maar ook in de vorm van van mechanisch arbeid (gasexpansie), licht (bij chemoluminescentie) en elektrische energie. Het werkingsprincipe van een batterij is hierop gebaseerd. Sommige reacties vereisen net energie vanuit de omgeving, zoals bijvoorbeeld elektrolyseprocessen.
Uit een stuk hout, dat hoofdzakelijk uit koolstof bestaat, is chemische energie te winnen door het te verbranden. Als een stuk hout wordt verbrand vindt er een energieomzetting plaats: van chemische energie (opgeslagen in de koolstofbindingen) naar thermische energie en licht. Bij de aanmaak van organisch materiaal door planten, fotosynthese, gebeurt het omgekeerde: energie van het zonlicht opgeslagen als chemische energie.

## Kwantificeren van de chemische energie
De "chemische energie" is als dusdanig geen definieerde fysische grootheid. Afhankelijk van de context worden verschilende maten gebruikt om deze term invulling te geven.
De verandering in energie van een systeem ten gevolge van chemische reactie, is thermodynamisch gezien een verandering in inwendige energie {\displaystyle \Delta U}. Dit kan gemeten worden met een calorimeter met een vast volume. Bij reacties die doorgaan bij constante omgevingsdruk, zoals de meeste processen in de dagelijkse omgeving, bevat de inwendige energieverandering ook een bijdrage aan mechanische arbeid (pV-arbeid), die niet te winnen is. Daarom wordt in dergelijke gevallen de reactie-energie vaker uitgedrukt aan de hand van de verandering in enthalpie, {\displaystyle \Delta H}. Een voorbeeld is de verbrandingswarmte of stookwaarde (bijv. in J/kg of J/m³), die voor de meeste standaardverbindingen kan worden opgezocht in tabellen.
In gevallen waar men geïnteresseerd is in de nuttige arbeid die maximaal geleverd kan worden door het chemisch proces, zoals bijvoorbeeld bij batterijen, zal men eerder een vrije energie als maatstaf nemen voor de chemisch energie. Typisch wordt bij processen met een constant volume de helmholtzenergie gebruikt {\displaystyle \Delta A}, en wordt bij constante druk de gibbsenergie {\displaystyle \Delta G} berekend.
Bovenstaande begrippen geven de energie weer van een bepaald proces. Hoeveel de chemische energie bedraagt van een bepaalde stof is eveneens niet in één grootheid vastgelegd. De vormingsenthalpie {\displaystyle \Delta _{\mathrm {f} }H} en de chemische potentiaal {\displaystyle \mu } zijn grootheden die hiervoor in aanmerking komen.
Op kwantummechanisch niveau wordt de energie van moleculen {\displaystyle E} beschreven door de schrödingervergelijking als de som van kinetische energie van de atoomkernen en de elektronen, en de elektrische potentiële energie tussen al deze deeltjes. De elektronen kunnen zich enkel in bepaalde, discrete, toestanden bevinden (te vergelijken met de elektronenschillen in het bohrmodel), en er zijn welbepaalde vibrationele en rotationele modi waarin de atoomkernen kunnen bewegen, naast de translatie van de gehele molecule. De situatie waarbij de molecule in de laagst mogelijke energietoestand ({\displaystyle E_{0}}) bevindt, wordt de grondtoestand genoemd. Alle andere toestanden worden aangeslagen toestanden genoemd.
Bij hogere temperaturen zullen meer deeltjes zich in een toestand met hogere energie bevinden, en zullen de moleculen sneller bewegen, heviger trillen en roteren en zich in elektronisch aangeslagen toestanden bevinden. In de chemische energie uitgedrukt als bijv. de inwendige energie of de chemische potentiaal zit daarom ook een bijdrage aan thermische energie vervat naast de potentiële energie die men associeert met de sterkte van de chemische bindingen en intermoleculaire interacties.